# Национално знаме на Кувейт
Националното знаме на Кувейт е прието на 7 септември 1961 година. Има панарабски цветове и следните значения: черния представлява поражението на врага, червения е цветът на кръвта на кувейтския меч. Белият цвят представлява чистотата, а зеленият цвят е плодородието на земята.